# Benjamin Gorka
Benjamin Gorka (Mannheim, 15 aprile 1984) è un ex calciatore tedesco, di ruolo difensore.